# 下関地方気象台
下関地方気象台（しものせきちほうきしょうだい）は、山口県下関市に位置し、山口県内の気象業務を総括する地方気象台。山口県は中国地方ではあるが、福岡管区気象台の管轄であり、気象庁の予報区分でも山口県は「九州北部地方（山口県を含む）」として扱われる。

## 概要
山口県内の気象業務を総括しており、山口県の陸上及び沿岸海域における以下の業務を行っている。
- 観測業務
  - 地上気象観測
  - 地域気象観測
  - 生物季節観測
- 予報業務
  - 予報及び警報等
  - 指定河川洪水予報
  - 土砂災害警戒情報
  - 大気汚染気象予報業務
  - 農業気象業務
  - 季節予報
  - 火災気象通報
  - 漁業無線気象通報
- 地震・津波・火山業務
- 防災・広報業務

長らく県内の有人観測点は山口測候所・下関地方気象台の2箇所であったが、山口測候所は2010年10月1日を以て廃止され、現在は下関地方気象台のみである。
銚子、熊谷、彦根と共に、県単位の地方気象台でありながら県庁所在地ではない自治体に設置されている数少ない例である。ただし当気象台のみ、その県の人口最大都市にある。

## 所在地
〒750-0025:山口県下関市竹崎町4-6-1（下関地方合同庁舎5階）

## 沿革
- 1883年（明治16年）1月 - 下関測候所設置、気象観測業務開始（赤間ヶ関区関後地村字古弁天山頂：現在の下関市入江町付近）
- 1938年（昭和13年）10月 - 中央気象台下関測候所と改称（県から国に移管）
- 1947年（昭和22年）1月 - 下関測候所萩分室を設置、気象観測業務開始（萩市東浜崎町）
- 1948年（昭和23年）2月 - 萩分室が測候所に昇格
- 1957年（昭和32年）9月 - 下関測候所が下関地方気象台に昇格
- 1966年（昭和41年）6月 - 下関地方気象台宇部空港分室を設置、航空気象業務を開始
- 1967年（昭和42年）7月 - 宇部空港分室を宇部空港出張所と改称
- 1978年（昭和53年）12月 - 下関地方合同庁舎に移転（下関市竹崎町4丁目）
- 1980年（昭和55年）4月 - 宇部空港出張所を山口宇部空港出張所と改称
- 1996年（平成8年）6月 - 風向風速計・日照計・日射計を名池町に移設
- 2001年（平成13年）3月 - 萩測候所が特別地域気象観測所へ移行
- 2006年（平成18年）3月 - 萩特別地域気象観測所を移設・観測局舎等新設（萩市大字土原字川島沖田527番地の2）
- 2006年（平成18年）4月 - 航空業務再編により山口宇部空港出張所が福岡航空測候所に所管換え
- 2010年（平成22年）10月 - 山口測候所が特別地域気象観測所へ移行
- 2012年（平成24年）10月 - 山口特別地域気象観測所を山口市前町に移設・観測局舎等新設（山口市前町1523番8）

## 天気予報区分
現行の気象区分（2010年（平成22年）3月2日現在）。
元々は「東部」「西部」「北部」の3区分のみで二次細分区域が無かったが、2000年（平成12年）に旧「東部」から「中部」が分割された。
2003年（平成15年）3月3日に注警報・警報発表区域の細分化（二次細分区域の設定）が行われ、当時の市町村界に合わせて県内が7区域「西部」（豊田 / 下関・宇部）、「中部」（山口・防府 / 周南・北玖珂）、「東部」、「北部」（長門 / 萩・美祢）に細分化された。後に平成の大合併で市町村境界が大きく変わり、2007年（平成19年）3月1日には市町村合併を反映する形で二次細分区域が再編され、8区域に再設定された（なおこの「二次細分区域」は全国的な制度変更で「市町村等をまとめた区域」に呼称が変更されている。ここでは「旧二次細分区域」と表記している）。
山口県西部
- 下関 - 下関市
- 宇部・山陽小野田 - 宇部市・山陽小野田市

山口県中部
- 山口・防府 - 山口市・防府市
- 周南・下松 - 周南市・下松市

山口県東部
- 柳井・光 - 柳井市・光市・熊毛郡（田布施町・平生町・上関町）・大島郡（周防大島町）
- 岩国 - 岩国市・玖珂郡（和木町）

山口県北部
- 長門 - 長門市
- 萩・美祢 - 萩市・美祢市・阿武郡（阿武町）

| 県名   | 一次細分区域 | 市町村細分区域 | 旧二次細分区域   | 対象市郡町村                               | 対象市郡町村 |
| 県名   | 一次細分区域 | 市町村細分区域 | 旧二次細分区域   | 沿岸地帯                                   | 非沿岸地帯   |
| ------ | ------------ | -------------- | ---------------- | ------------------------------------------ | ------------ |
| 山口県 | 西部         | 西部           | 下関             | 下関市                                     | なし         |
| 山口県 | 西部         | 西部           | 宇部・山陽小野田 | 宇部市並びに山陽小野田市                   | なし         |
| 山口県 | 中部         | 中部           | 山口・防府       | 山口市並びに防府市                         | なし         |
| 山口県 | 中部         | 中部           | 周南・下松       | 周南市並びに下松市                         | なし         |
| 山口県 | 東部         | 東部           | 柳井・光         | 柳井市、光市、熊毛郡並びに大島郡周防大島町 | なし         |
| 山口県 | 東部         | 東部           | 岩国             | 岩国市並びに玖珂郡和木町                   | なし         |
| 山口県 | 北部         | 北部           | 萩・美祢         | 萩市並びに阿武郡阿武町                     | 美祢市       |
| 山口県 | 北部         | 北部           | 長門             | 長門市                                     | なし         |

## 観測所

### アメダス
凡例
〇は観測項目
| 観測所名               | 所在地                           | 観測要素 | 観測要素 | 観測要素 | 観測要素 | 観測要素 | 予報細分区域 | 備考                                    |
| 観測所名               | 所在地                           | 降 水 量 | 気 温    | 風       | 日 照    | 積 雪    | 予報細分区域 | 備考                                    |
| ---------------------- | -------------------------------- | -------- | -------- | -------- | -------- | -------- | ------------ | --------------------------------------- |
| 下関地方気象台         | 下関市竹崎町4-6-1                | 〇       | 〇       | 〇       | 〇       | 〇       | 西部         |                                         |
| 山口特別地域気象観測所 | 山口市前町1523番8                | 〇       | 〇       | 〇       | 〇       | 〇       | 中部         | 2010年10月1日の無人化までは山口測候所。 |
| 萩特別地域気象観測所   | 萩市大字土原字川島沖田527番地の2 | 〇       | 〇       | 〇       | 〇       |          | 北部         | 2001年3月1日の無人化までは萩測候所。    |
| 豊田地域気象観測所     | 下関市豊田町稲光                 | 〇       | 〇       | 〇       | 〇       |          | 西部         |                                         |
| 防府地域気象観測所     | 防府市西浦                       | 〇       | 〇       | 〇       | 〇       |          | 中部         |                                         |
| 徳佐地域気象観測所     | 山口市阿東徳佐                   | 〇       | 〇       | 〇       | 〇       |          | 中部         |                                         |
| 篠生地域雨量観測所     | 山口市阿東生雲東分               | 〇       |          |          |          |          | 中部         |                                         |
| 和田地域気象観測所     | 周南市和田                       | 〇       |          |          |          |          | 中部         |                                         |
| 鹿野地域気象観測所     | 周南市鹿野下                     | 〇       |          |          |          |          | 中部         |                                         |
| 下松地域気象観測所     | 下松市西豊井                     | 〇       | 〇       | 〇       | 〇       |          | 中部         |                                         |
| 柳井地域雨量観測所     | 柳井市南浜                       | 〇       | 〇       | 〇       | 〇       |          | 東部         |                                         |
| 安下庄地域雨量観測所   | 周防大島町東安下庄               | 〇       | 〇       | 〇       | 〇       |          | 東部         |                                         |
| 岩国地域雨量観測所     | 岩国市川西                       | 〇       | 〇       | 〇       | 〇       |          | 東部         |                                         |
| 玖珂地域気象観測所     | 岩国市玖珂町                     | 〇       | 〇       | 〇       | 〇       |          | 東部         |                                         |
| 広瀬地域気象観測所     | 岩国市錦町広瀬                   | 〇       | 〇       | 〇       | 〇       |          | 東部         |                                         |
| 羅漢山地域気象観測所   | 岩国市美和町秋掛                 | 〇       |          |          |          |          | 東部         |                                         |
| 油谷地域気象観測所     | 長門市油谷新別名                 | 〇       | 〇       | 〇       | 〇       |          | 北部         |                                         |
| 東厚保地域気象観測所   | 美祢市東厚保町山中               | 〇       |          |          |          |          | 北部         |                                         |
| 秋吉台地域気象観測所   | 美祢市秋芳町秋吉                 | 〇       | 〇       | 〇       | 〇       |          | 北部         |                                         |
| 須佐地域気象観測所     | 萩市大字須佐                     | 〇       | 〇       | 〇       | 〇       |          | 北部         |                                         |
| 宇部地域気象観測所     | 宇部市沖宇部                     | 〇       | 〇       | 〇       |          |          | 西部         | 山口宇部空港内に設置                    |

### 震度
- 下関市竹崎（下関地方気象台内）、山口市前町（山口特別地域気象観測所内）、萩市土原（萩特別地域気象観測所内）、下関市豊浦町川棚、宇部市野中、防府市寿、下松市瀬戸、田布施町下田布施、岩国市今津、萩市見島宇津

### 地震
- 山口豊田、下松、萩見島

### 潮位・津波（検潮所）
- 下関市南風泊港、下関市彦島弟子待、下関港長府、宇部港、徳山、三田尻中ノ関港